# ماریچبانیا (برگونه)
ماریچبانیا (به لاتین: Marichbania) یک منطقهٔ مسکونی در بنگلادش است که در ناحیه برگونه واقع شده‌است. ماریچبانیا ۶ متر بالاتر از سطح دریا واقع شده‌است.